# Valentín Grondona
Valentín Domingo Grondona y Marelli (Rosario, Argentina, 16 de diciembre de 1898 - 1977 ), fue un ingeniero civil, inventor, profesor y constructor de iglesias rosarino.

## Biografía
Nació en Rosario (Argentina) el 16 de diciembre de 1898. Hijo de Josefa Marelli (rosarina) y de Santiago Grondona (porteño).
Cursó estudios en la Escuela Industrial. En el último año desarrolló el “Proyecto de un Internado”, donde se presentan láminas pintadas a mano con acuarelas, tinta y carbonilla, de exquisita terminación y detalle, acompañadas de un volumen encuadernado con los detalles técnicos, cálculos estructurales, cómputo y presupuesto de la obra.
Ingresa en la Universidad Nacional del Litoral , cursando con los que serían los primeros ingenieros profesionales recibidos en la ciudad de Rosario el 9 de octubre de 1925: Rodolfo Parfait, Francisco Erausquín, Félix Brindisi, Eduardo D. Mazoni, Juan Spirandelli, Marcelino Abalerón, Rómulo Bonaudi, Armando Pastorino y Luis A. Chiarello. Y los agrimensores Juan Olguín, David A. Siburu, Fernando Lonca, Mario Perfumo, César Torriglia, Modesto G. Pagnaco, Carlos Dieulefait y Fermín Cantero.
Durante sus estudios comienza a trabajar en la empresa constructora de Candia, colaborando en el proyecto y ejecución de obras tales como el edificio Palace (calle Córdoba y Corrientes, hoy Avgvstvs), el Hotel Savoy (San Lorenzo y San Martín).
Al recibirse se asocia al Ing. Mazzuccheli e inician la empresa “Mazzuccheli & Grondona”. Junto su hermano Andrés, recibido en 1928, y tras el fallecimiento de su socio, la empresa constructora tomó el nombre de V. & A. Grondona.
Simultáneamente a su tarea profesional, Valentín Grondona enseña Matemática en la Escuela Industrial y en la Facultad de Ingeniería: Física (Óptica y Mecánica). En el Profesorado Normal enseña Física (Acústica y Mecánica); Cosmografía en Colegios Nacionales Secundarios y el Seminario Diocesano.
Es Director de la Escuela Óptica Técnica, y profesor de Metrología.
En 1956 se jubila de Ingeniero Civil, dejando la empresa en manos de su hermano Andrés.
Durante los días de persecución religiosa e ideológica previos a la Revolución Libertadora, Valentín Grondona se niega a afiliarse al partido peronista y debe dejar su puesto de profesor universitario. Desde entonces se dedica a la investigación y el desarrollo de distintos aparatos experimentales.
Fallece el 12 de noviembre de 1977 en la ciudad que lo vio nacer, a la edad de 79 años.
Su currículum incluye una buena cantidad de obras dedicadas al culto católico, siendo uno de los grandes constructores de iglesias de Rosario en los años ´40. Sin embargo, debido a su personalidad humilde y su bajo perfil, muchas de ellas, como el templo María Auxiliadora, Ntra. Sra. del Carmen, la cripta y proyecto del templo superior de Lourdes suelen atribuírsele al Ing. Micheletti, contemporáneo y amigo de Valentín.

## Obras de carácter religioso
A partir de 1926 y hasta 1946 podemos destacar las siguientes obras:

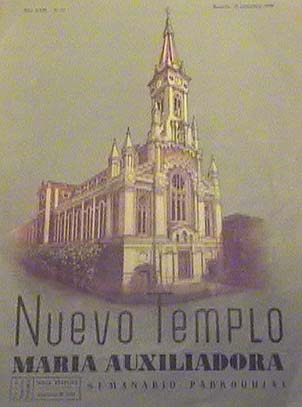

| Año  | Obra                                     | Ubicación              |
| ---- | ---------------------------------------- | ---------------------- |
| 1926 | Convento de Padres Carmelitas            | Pellegrini 1535        |
| 1927 | Colegio San Francisco de Asís            | Puccio 531             |
| 1928 | Convento de Padres Carmelitas            | Pellegrini 1535        |
| 1929 | Panteón de Hnas. Del Huerto              | Cementerio El Salvador |
| 1929 | Panteón de Hnas. De la Inmaculada        | -                      |
| 1930 | Panteón de Hnas. Capuchinas              | -                      |
| 1931 | Panteón de Hnas. Carmelitas              | -                      |
| 1932 | Monasterio del Obispado de Santa Fe      | Pellegrini 249         |
| 1936 | Templo “Nuestra Señora del Carmen”       | Pellegrini 1561        |
| 1936 | Reformas en el Colegio San José          | Pte. Roca 150          |
| 1937 | Escuela de Hermanas Capuchinas           | Villa Diego            |
| 1937 | Reformas en el Colegio María Auxiliadora | Pte. Roca 1060         |
| 1938 | Colegio Ntra. Sra. de los Ángeles        | Tucumán y España       |
| 1939 | Inicio Templo de María Auxiliadora       | Pte. Roca y Salta      |
| 1940 | Padres Agustinos                         | Colón 1839             |
| 1940 | Campanario templo “Ntra. Sra. del Pilar” | -                      |
| 1941 | Templo Superior “Ntra. Sra. de Lourdes”  | Santiago 1169          |
| 1942 | Reformas en el Colegio María Auxiliadora | Pte. Roca 1060         |
| 1944 | Templo Padres Escolapios (Cristo Rey)    | Laprida 1364           |
| 1945 | Colegio San Miguel Arcángel              | San Nicolás 1471       |
| 1946 | Padres de la Sagrada Familia             | Zeballos 2700          |
| 1949 | Finalización Templo de M. Auxiliadora    | Pte. Roca y Salta      |

## Obras Civiles
He aquí una lista bastante completa de sus obras desde 1926 a 1946
| FECHA  | OBRA                                         | UBICACIÓN                 |
| 1926   | 1926                                         | 1926                      |
| ------ | -------------------------------------------- | ------------------------- |
| 02-ene | Josefa M. Grondona                           | Av. Pellegrini 360        |
| 15-mar | Luis Rosenthal                               | Amenábar S/N              |
| 03-abr | Beia S.A.                                    | 3 de febrero de 1735      |
| 05-jun | Luis Meiners                                 | Bv. Oroño 311             |
| 28-jul | Bartolomé Morra                              | Entre Ríos 241            |
| 21-ago | Estevan Peyrano                              | Salta y Suipacha          |
| 30-sep | Ángel T. Lo Celso                            | Rioja 24                  |
| 11-nov | Ricardo T. Tirado                            | -                         |
| 16-dic | Juan Esteban Zamalloa                        | Av. Pellegrini 1535       |
| 1927   |                                              |                           |
| 31-ene | Sucesión Erausquín                           | Mitre y Ricardone         |
| 09-mar | Tomas Fernández                              | Amenábar S/N              |
| 21-mar | Emilio Sagarra                               | -                         |
| 14-may | María y Paulina Miglietti                    | 9 de julio de 1530        |
| 11-jun | Santiago Giaquinto                           | Callao 1170               |
| 30-jul | Orlando G. Fornari                           | Rioja S/N                 |
| 16-jul | José Torres                                  | Riobamba 1490             |
| 25-ago | Gabriel Manzano                              | Fisherton                 |
| 03-sep | Enrike Tabakman                              | -                         |
| 01-oct | Rubén Segalovich                             | -                         |
| 08-oct | Juan Medin                                   | -                         |
| 12-dic | Domingo Arcuri                               | -                         |
| 17-dic | Hilario Fresia                               | -                         |
| 21-dic | Colegio San Fco. de Asís                     | Alberdi                   |
| 24-dic | Carlos y Adolfo Quilici                      | -                         |
| 1928   |                                              |                           |
| 11-ene | Asilo de Mendigos                            | Ayolas y Necochea         |
| 11-ene | Domingo Cerini                               | Mitre 1556                |
| 13-ene | Pablo Piper                                  | 27 de febrero y Pte. Roca |
| 01-mar | Gregorio Grischpun                           | Gaboto 850                |
| 11-abr | Dr. Juan Ravena                              | San Lorenzo 1894          |
| 30-abr | María y Paulina Miglietti                    | Pte. Roca 1631            |
| 09-jun | Dr. Adolfo E. Pointis                        | San Martín al 1200        |
| 18-jun | Cándido Marelli                              | -                         |
| 20-jun | Norberto Sonda                               | Garage Hotel              |
| 20-jun | Padres Carmelitas                            | Av.Pellegrini 1535        |
| 01-sep | José J. Ramírez                              | Cortada Candela 2060      |
| 08-oct | Antonio Sánchez Parra                        | -                         |
| 27-oct | Ersilio Luis Marzoratti                      | Catamarca 2242            |
| 06-nov | Emilio Viel                                  | San Martín y Casado       |
| 08-nov | Ricardo Mazzucchelli                         | Balcarce 1243             |
| 17-nov | Francisco Casiello                           | Montevideo 352            |
| 21-nov | Alfredo Macario                              | Italia al 1500            |
| 29-nov | Leandro Pérez                                | Pte. Roca 175             |
| 18-dic | Prudencio Ledesma                            | La Paz S/N                |
| 27-dic | Pompeyo Pizarro                              | Paraguay 329              |
| 1929   |                                              |                           |
| 15-feb | Ma. Is. Salva de Torres Correa               | 25 de diciembre de 1156   |
| 19-feb | Cura Hnos.                                   | -                         |
| 03-abr | Elvira Terenghi                              | -                         |
| 14-jun | Hnas. de la Inmaculada                       | -                         |
| 18-jun | Alfredo Goytia                               | -                         |
| 18-jul | Hnas. del Huerto                             | Panteón                   |
| 14-ago | Pascual Casella                              | Mitre 1182                |
| 14-ago | Pablo Piper                                  | -                         |
| 24-ago | Antonio Sureda                               | Ferrer                    |
| 16-oct | Pablo Sardino                                | -                         |
| 16-oct | Luis Meiners                                 | Catamarca y Oroño         |
| 26-oct | Héctor J. Baili                              | Urquiza S/N               |
| 11-nov | Esteban Peyrano                              | -                         |
| 1930   |                                              |                           |
| 11-ene | Pompeyo Pizarro                              | -                         |
| 17-feb | Lorenzo Boretto                              | Almafuerte 1637           |
| 26-abr | Sucesión Llaguno                             | San Martín 840            |
| 26-may | Federico Meiners                             | Urquiza y Sarmiento       |
| 14-jun | Ramón Lucero                                 | -                         |
| 18-jun | José Vázquez Ferreiros                       | -                         |
| 18-jun | Manuel Aguirre                               | -                         |
| 27-ago | Hnas. Capuchinas de Alberdi                  | -                         |
| 19-sep | José Vijande                                 | Urquiza 2320              |
| 11-oct | Andrés Calcagno                              | Córdoba 2494              |
| 25-oct | Sra. Quagliotti                              | Pellegrini 570            |
| 25-nov | Torres Correa                                | 25 de diciembre de 1134   |
| 31-dic | Alfredo L. Argenti                           | -                         |
| 31-dic | Sra. de la Riestra                           | -                         |
| 1931   |                                              |                           |
| 03-mar | Suc. Ernesto Parsons                         | Jujuy 1937                |
| 20-may | A. Álvarez                                   | San Martín 3170           |
| 22-feb | Enrique Pozzi                                | La Broca y La Plata       |
| 03-mar | Alejandro Bianchi                            | -                         |
| 09-jun | José Spaddoni                                | -                         |
| 06-ago | Sucesión Llaguno                             | Titan                     |
| 11-ago | Hnas. Carmelitas                             | Pellegrini 235            |
| 21-sep | Padres Agustinos                             | La Paz S/N                |
| 21-sep | Shell Mex Argentina                          | -                         |
| 31-dic | Sebastián Figuerola                          | -                         |
| 1932   |                                              |                           |
| 30-ene | Sucesión Saccone                             | San Juan Y Sarmiento      |
| 09-mar | Dr. Juan Francesio                           | España 1164               |
| 01-abr | Carlos Beltrame                              | Cine Alem                 |
| 08-oct | Ottone                                       | Mitre 1030                |
| 08-oct | Acevedo Pedra                                | -                         |
| 28-dic | Padres Carmelitas                            | -                         |
| 1933   |                                              |                           |
| 15-feb | Martin Olivieri                              | 9 de julio S/N            |
| 1934   |                                              |                           |
| 23-jun | Ma. Rodríguez García                         | Corrientes 4575           |
| 22-sep | José Piano                                   | Pte. Roca S/N             |
| 1935   |                                              |                           |
| 30-ene | Asilo de Mendigos                            | -                         |
| 23-abr | Parroquia de Lourdes                         | -                         |
| 1936   |                                              |                           |
| 30-sep | Padres Carmelitas                            | -                         |
| 10-oct | Colegio San José                             | Pte.Roca 150              |
| 24-oct | Asilo de Mendigos                            | -                         |
| 1937   |                                              |                           |
| 08-may | Asilo Maternal                               | San Juan S/N              |
| 10-sep | Luis Piano                                   | -o                        |
| 01-oct | Hnas. Capuchinas                             | Villa Diego               |
| 29-oct | Colegio María Auxiliadora                    | -                         |
| 1938   |                                              |                           |
| 11-mar | Magdalena y Luisa Grondona                   | Riobamba 330              |
| 11-mar | Colegio Ntra. Sra. de los Ángeles            | -                         |
| 23-jul | Asilo Taller la Protectora de la Mujer       | Entre Ríos                |
| 12-may | Capilla Miguel Torres                        | Estación Cora             |
| 1939   |                                              |                           |
| 10-feb | Dr. J. Casiello y A. Cassina                 | Mitre 312                 |
| 12-ene | María y Paulina Miglietti                    | -                         |
| 03-feb | Asilo de Mendigos (S.P.)                     | -                         |
| 07-jun | Templo Parroquial de María Auxiliadora       | Pte. Roca y Salta         |
| 28-jul | José H. Ruiz Burgos                          | Blas Parera 1115          |
| 02-sep | Aníbal Chizzini                              | San Lorenzo 1716          |
| 1940   |                                              |                           |
| 11-ene | Orden de San Agustín                         | -                         |
| 26-ene | La Protectora de la Mujer                    | Zeballos S/N              |
| 05-jul | José A. Prieto                               | Washington S/N            |
| 02-ago | Horacio Frederiksson                         | -                         |
| 11-oct | Dr. Luis Pozzi o Emilia Castelarin de Querin | Washington y Warnes       |
| 13-dic | Dr. Alejandro Bianchi                        | -                         |
| 1941   |                                              |                           |
| 08-jul | Cándido Marelli                              | -                         |
| 14-ago | Presentación Templo de Lourdes               | -                         |
| 17-oct | Antonio Nuñez                                | Guemes 2221               |
| 1942   |                                              |                           |
| 09-mar | Colegio María Auxiliadora                    | -                         |
| 27-may | Presentación Templo de Hnos. Carmelitas      | -                         |
| 02-jul | Andrés P. Grondona                           | Entre Ríos 1851           |
| 1943   |                                              |                           |
| 30-jul | Dr. Pedro Sánchez Zelada                     | Fisherton                 |
| 30-nov | Paulino Fernández                            | España 160                |
| 31-dic | Dr. Lardizábal                               | -                         |
| 1944   |                                              |                           |
| 01-feb | Colegio Boneo                                | -                         |
| -      | Templo Parroquial de María Auxiliadora       | Pte. Roca y Salta         |
| -      | Templo Ntra. Sra. del Carmen                 | -                         |
| -      | Padres Escolapios                            | -                         |
| -      | Colegio Villa Diego                          | -                         |
| 1945   |                                              |                           |
| 22-feb | Padres Escolapios                            | Laprida 1364              |
| 16-mar | José Piano                                   | -                         |
| 28-dic | Colegio San Miguel                           | San Nicolás 1471          |
| 1946   |                                              |                           |
| 08-feb | Padres de la Sagrada Familia                 | -                         |
| -      | Templo Parroquial de María Auxiliadora       | -                         |
| -      | Colegio San Miguel                           | -                         |

## Patentes
A su vez, es inventor de distintos aparatos ópticos aplicados a la Topografía y Óptica:
| PATENTE      | N.º     | DESCRIPCIÓN                                                                            |
| ------------ | ------- | -------------------------------------------------------------------------------------- |
| Argentina    | 57090   | Telemetro Topográfico                                                                  |
| Argentina    | 59424   | Instrumento Restituidor Estereofotográmetrico                                          |
| Argentina    | 110851  | Sistema de lentes correctoras para un objetivo de proyección                           |
| Gran Bretaña | 630066  | Improvements in Stereogrammetric Apparatus                                             |
| Gran Bretaña | 644982  | Improvements in Range-Finding Surveyng Instruments                                     |
| Norteamérica | 2618067 | Topographical Range Recorder                                                           |
| Norteamérica | 2647318 | Stereophotogrammetric Restorer                                                         |
| Suiza        | 262585  | Mit einem Bassis-Enferungsmesser versehenes, ein Teleskop aufweisendes Vermesungsgerât |

## Diseño de instrumentos
Desde 1918, diseña instrumentos ópticos de observación, medida y registro:
| INSTRUMENTO                                    |
| ---------------------------------------------- |
| Optómetro oftálmico universal                  |
| Esferómetro de reflexión                       |
| Micrómetro córneo para lentes de contacto      |
| Ocular micrográfico gran-angular               |
| Retículos (fotografiados mediante microscopio) |
| Lentes anamórficas para Cinemascope            |
| Prototipo del Telémetro Topográfico            |
| Condensador Aplanético                         |

Es, además, poseedor del más completo museo de Óptica en Argentina (instrumental 1840-1940) y de un pequeño Observatorio Astronómico.